# Liliana Mancini
Liliana Mancini (1921) è un'attrice italiana.
Ha avuto una breve carriera nel Neorealismo cominciando a recitare nel 1948 grazie ad una parte voluta da Renato Castellani per il film Sotto il sole di Roma. Dopo qualche partecipazione in film come Vent'anni o Sette ore di guai ha avuto un ruolo nel film Bellissima di Luchino Visconti.

## Filmografia
- Sotto il sole di Roma, regia di Renato Castellani (1948)
- Vent'anni, regia di Giorgio Bianchi (1949)
- Sette ore di guai, regia di Vittorio Metz e Marcello Marchesi (1951)
- Bellissima, regia di Luchino Visconti, (1951)
- L'eroe sono io, regia di Carlo Ludovico Bragaglia (1952)
- Infame accusa, regia di Giuseppe Vari (1953)

## Doppiatrici italiane
- Adriana Parrella in Sotto il sole di Roma
- Renata Marini in L'eroe sono io